# Expedition 74
Expedition 74 sarà la 74ª missione di lunga durata verso la Stazione spaziale internazionale che inizierà ai primi di dicembre 2025 con l'undocking della Sojuz MS-27.

## Equipaggio
|         | Astronauta                                   | Dicembre 2025 - maggio 2026 |                   |                   |
| ------- | -------------------------------------------- | --------------------------- | ----------------- | ----------------- |
| Crew-11 | Mike Fincke, NASA Quarto volo                | Comandante                  | Comandante        |                   |
| Crew-11 | Zena Cardman, NASA Primo volo                | Ingegnere di volo           | Ingegnere di volo |                   |
| Crew-11 | Kimiya Yui, JAXA Secondo volo                | Ingegnere di volo           | Ingegnere di volo |                   |
| Crew-11 | Oleg Platonov, Roscosmos Primo volo          | Ingegnere di volo           | Ingegnere di volo |                   |
| MS-28   | Sergej Kud'-Sverčkov, Roscosmos Secondo volo | Ingegnere di volo           | Ingegnere di volo |                   |
| MS-28   | Sergej Mikaev, Roscosmos Primo volo          | Ingegnere di volo           | Ingegnere di volo | Ingegnere di volo |
| MS-28   | Christopher Williams, NASA Primo volo        | Ingegnere di volo           | Ingegnere di volo | Ingegnere di volo |